# Anna Shámova
Anna Shámova –en ruso, Анна Шамова– (27 de agosto de 1977) es una deportista rusa que compitió en lucha libre. Ganó dos medallas en el Campeonato Mundial de Lucha, plata en 2000 y bronce en 1999, y tres medallas en el Campeonato Europeo de Lucha entre los años 1997 y 2002.

## Palmarés internacional
| Campeonato Mundial | Campeonato Mundial    | Campeonato Mundial | Campeonato Mundial |
| Año                | Lugar                 | Medalla            | Categoría          |
| ------------------ | --------------------- | ------------------ | ------------------ |
| 1999               | Boden (Suecia)        | Medalla de bronce  | 67 kg              |
| 2000               | Sofía (Bulgaria)      | Medalla de plata   | 68 kg              |
| Campeonato Europeo |                       |                    |                    |
| Año                | Lugar                 | Medalla            | Categoría          |
| 1997               | Varsovia (Polonia)    | Medalla de bronce  | 75 kg              |
| 2000               | Budapest (Hungría)    | Medalla de bronce  | 68 kg              |
| 2002               | Seinäjoki (Finlandia) | Medalla de bronce  | 67 kg              |